# Michelin Le Mans Cup 2022
Navigation
Édition précédente Édition suivante
La Michelin Le Mans Cup 2022 est la septième édition du championnat européen Michelin Le Mans Cup. Elle a débuté le 16 avril au Castellet et s'est terminée le 15 octobre à Portimão.
Les voitures de catégorie LMP3 et GT3 participent à ce championnat.

## Calendrier
Le calendrier 2022 a été publié le 17 septembre 2021 lors des 4 Heures de Spa-Francorchamps. Cinq des courses du championnat sont organisées en support des manches du championnat European Le Mans Series. La manche du Road to Le Mans fait partie du week-end des 24 Heures du Mans.
| N° | Date         | Course            | Circuit                            | Lieu          | Pays     |
| -- | ------------ | ----------------- | ---------------------------------- | ------------- | -------- |
| 1  | 16 avril     | Le Castellet      | Circuit Paul-Ricard                | Le Castellet  | France   |
| 2  | 14 mai       | Imola             | Autodromo Enzo e Dino Ferrari      | Imola         | Italie   |
| 3  | 11 juin      | Road To Le Mans   | Circuit des 24 Heures              | Le Mans       | France   |
| 4  | 2 juillet    | Monza             | Circuit de Monza                   | Monza         | Italie   |
| 5  | 24 septembre | Spa-Francorchamps | Circuit de Spa-Francorchamps       | Francorchamps | Belgique |
| 6  | 15 octobre   | Algarve           | Autódromo Internacional do Algarve | Portimão      | Portugal |

## Engagés

### LMP3
Toutes les voitures ont un moteur Nissan VK56 5,6 l V8 Atmo.
| No.  | Pays                    | Écurie                             | Voiture            | Pilotes Les chiffres entre parenthèses sont la ou les manches auxquelles le pilote ou l'écurie sont inscrits | Pilotes Les chiffres entre parenthèses sont la ou les manches auxquelles le pilote ou l'écurie sont inscrits | Pilotes Les chiffres entre parenthèses sont la ou les manches auxquelles le pilote ou l'écurie sont inscrits |
| LMP3 | LMP3                    | LMP3                               | LMP3               | LMP3 | LMP3 | LMP3 |
| ---- | ----------------------- | ---------------------------------- | ------------------ | --- | --- | --- |
| 2    |                         | United Autosports                  | Ligier JS P320     | Max Lynn (Toutes)                                                                                            | Shaun Lynn (1–3, 5–6)                                                                                        | Andrew Haddon (4)                                                                                            |
| 3    |                         | DKR Engineering                    | Duqueine M30 - D08 | Jon Brownson (Toutes)                                                                                        | Laurents Hörr (Toutes)                                                                                       | |
| 4    |                         | Nielsen Racing                     | Ligier JS P320     | John Melsom (Toutes)                                                                                         | Matthew Bell (Toutes)                                                                                        | |
| 6    |                         | ANS Motorsport                     | Ligier JS P320     | Jonathan Brossard (Toutes)                                                                                   | Nicolas Schatz (Toutes)                                                                                      | |
| 7    |                         | Nielsen Racing                     | Ligier JS P320     | Anthony Wells (Toutes)                                                                                       | Colin Noble (Toutes)                                                                                         | |
| 9    |                         | AT Racing Team                     | Ligier JS P320     | Alexander Talkanitsa (Toutes)                                                                                | Alexander Talkanitsa Jr (1–2, 5–6)                                                                           | Gregory Huffaker II (en) (3)                                                                                 |
| 9    | Charles Milesi (4)      | AT Racing Team                     | Ligier JS P320     | | | |
| 10   |                         | Racing Spirit of Léman             | Ligier JS P320     | Tom Dillmann (Toutes)                                                                                        | Alexander Mattschull (de) (Toutes)                                                                           | |
| 11   |                         | Wochenspiegel Team Monschau Racing | Duqueine M30 - D08 | Torsten Kratz (Toutes)                                                                                       | Leonard Weiss (Toutes)                                                                                       | |
| 13   |                         | Haegeli by T2 Racing               | Duqueine M30 - D08 | Pieder Decurtins (2–6)                                                                                       | Lars Kern (2)                                                                                                | Marc Basseng (3–6)                                                                                           |
| 14   |                         | DKR Engineering                    | Duqueine M30 - D08 | James Winslow (Toutes)                                                                                       | Alexander Bukhantsov (Toutes)                                                                                | |
| 17   |                         | IDEC Sport                         | Ligier JS P320     | Dino Lunardi (1–3, 5–6)                                                                                      | Charles Crews (1)                                                                                            | Patrice Lafargue (2–3, 5–6)                                                                                  |
| 20   |                         | Optimum Motorsport                 | Ligier JS P320     | Mark Crader (Toutes)                                                                                         | Alex Mortimer (Toutes)                                                                                       | |
| 22   |                         | United Autosports                  | Ligier JS P320     | Andres Latorre (Toutes)                                                                                      | Garnett Patterson (Toutes)                                                                                   | |
| 23   | Wayne Boyd (Toutes)     | United Autosports                  | Ligier JS P320     | John Schauerman (Toutes)                                                                                     | | |
| 27   |                         | 24-7 Motorsport                    | Ligier JS P320     | Andrew Ferguson (Toutes)                                                                                     | Jeremy Ferguson (1)                                                                                          | Louis Hamilton-Smith (2-6)                                                                                   |
| 28   |                         | MV2S Forestier Racing              | Ligier JS P320     | Emilien Carde (Toutes)                                                                                       | Christophe Cresp (de) (1-2, 4-6)                                                                             | Nick Adcock (3)                                                                                              |
| 29   | Louis Rousset (Toutes)  | MV2S Forestier Racing              | Ligier JS P320     | Jérôme de Sadeleer (en) (Toutes)                                                                             | | |
| 30   |                         | Frikadelli Racing Team             | Ligier JS P320     | Klaus Abbelen (en) (1–4, 6)                                                                                  | Felipe Laser (de) (1–4, 6)                                                                                   | |
| 31   |                         | AF Corse                           | Ligier JS P320     | Kriton Lentoudis (1–2, 5–6)                                                                                  | Rui Aguas (1–2, 5–6)                                                                                         | Mark Kvamme (3)                                                                                              |
| 31   | Trenton Estep (en) (3)  | AF Corse                           | Ligier JS P320     | | | |
| 32   |                         | United Autosports                  | Ligier JS P320     | Daniel Schneider (Toutes)                                                                                    | Kay van Berlo (1)                                                                                            | Andy Meyrick (2–6)                                                                                           |
| 33   |                         | Team Virage                        | Ligier JS P320     | Rob Hodes (1–4)                                                                                              | Ian Rodríguez (en) (1–4)                                                                                     | Christian Bogle (en) (5–6)                                                                                   |
| 33   | Dimitry Gvazava (5)     | Team Virage                        | Ligier JS P320     | | | |
| 37   |                         | CD Sport                           | Ligier JS P320     | Fabien Michal (1–3, 5)                                                                                       | Shaun Thong (en) (1)                                                                                         | Adam Eteki (2)                                                                                               |
| 37   | Grégory Guilvert (3, 5) | CD Sport                           | Ligier JS P320     | Belén García (6)                                                                                             | Huilin Han (6)                                                                                               | |
| 40   |                         | Graff Racing                       | Ligier JS P320     | Luis Sanjuan (Toutes)                                                                                        | Théo Vaucher (1-4)                                                                                           | David Droux (de) (5-6)                                                                                       |
| 43   |                         | Racing Spirit of Léman             | Ligier JS P320     | Jacques Wolff (Toutes)                                                                                       | Josh Skelton (Toutes)                                                                                        | |
| 53   |                         | RLR Msport                         | Ligier JS P320     | Martin Rich (1–3)                                                                                            | Tommy Foster (1–2)                                                                                           | Nico Pino (3)                                                                                                |
| 53   | Simon Butler (4-5)      | RLR Msport                         | Ligier JS P320     | Valentino Catalano (4)                                                                                       | Horst Felbermayr Jr. (5)                                                                                     | |
| 54   |                         | Inter Europol Competition          | Ligier JS P320     | Noam Abramczyk (3)                                                                                           | Don Yount (3)                                                                                                | |
| 57   |                         | Graff Racing                       | Ligier JS P320     | Ryan Harper-Ellam (Toutes)                                                                                   | Fabrice Rossello (1)                                                                                         | Stephan Rupp (2–6)                                                                                           |
| 66   |                         | Rinaldi Racing                     | Duqueine M30 - D08 | Steve Parrow (Toutes)                                                                                        | Daniel Keilwitz (Toutes)                                                                                     | |
| 69   |                         | Cool Racing                        | Ligier JS P320     | Maurice Smith (en) (Toutes)                                                                                  | Malthe Jakobsen (Toutes)                                                                                     | |
| 72   |                         | Team Virage                        | Ligier JS P320     | Alexandre Yvon (1–4)                                                                                         | Mathis Poulet (1–4)                                                                                          | Alessandro Bracalente (5-6)                                                                                  |
| 72   | Thomas Padovan (5)      | Team Virage                        | Ligier JS P320     | Nathan Kumar (6)                                                                                             | | |
| 73   |                         | TS Corse                           | Duqueine M30 - D08 | Pietro Peccenini (Toutes)                                                                                    | Cian Carey (1)                                                                                               | Parth Ghorpade (2,4)                                                                                         |
| 73   | Benjamín Hites (es) (3) | TS Corse                           | Duqueine M30 - D08 | Kai Askey (5-6)                                                                                              | | |
| 76   |                         | Reiter Engineering                 | Ligier JS P320     | Freddie Hunt (Toutes)                                                                                        | Mads Siljehaug (Toutes)                                                                                      | |
| 77   |                         | Team Thor                          | Ligier JS P320     | Auðunn Guðmundsson (en) (Toutes)                                                                             | Michael Markussen (Toutes)                                                                                   | |

L'écurie belge Mühlner Motorsport avait annoncé une volonté de participer au championnat Michelin Le Mans Cup, mais cela ne s'est pas réalisé

### Catégorie «Voiture innovante»
| No. | Pays | Écurie     | Voiture | Pilotes Les chiffres entre parenthèses sont la ou les manches auxquelles le pilote ou l'écurie sont inscrits | Pilotes Les chiffres entre parenthèses sont la ou les manches auxquelles le pilote ou l'écurie sont inscrits |
| --- | ---- | ---------- | ------- | --- | --- |
| 24  |      | H24 Racing | H24     | Norman Nato                                                                                                  | Stéphane Richelmi (1–3, 6)                                                                                   |

### GT3
| No. | Pays                | Écurie                     | Voiture                      | Pilotes Les chiffres entre parenthèses sont la ou les manches auxquelles le pilote ou l'écurie sont inscrits | Pilotes Les chiffres entre parenthèses sont la ou les manches auxquelles le pilote ou l'écurie sont inscrits | Pilotes Les chiffres entre parenthèses sont la ou les manches auxquelles le pilote ou l'écurie sont inscrits |
| GT3 | GT3                 | GT3                        | GT3                          | GT3 | GT3 | GT3 |
| --- | ------------------- | -------------------------- | ---------------------------- | --- | --- | --- |
| 8   |                     | Schnitzelalm Racing        | Mercedes-AMG GT3 Evo         | P. J. Hyett (en) (6)                                                                                         | Gunnar Jeannette (6)                                                                                         | |
| 19  |                     | Leipert Motorsport (de)    | Lamborghini Huracán GT3 Evo  | Gregg Gorski (3)                                                                                             | Gerhard Watzinger (3)                                                                                        | |
| 34  |                     | Belgian Audi Club Team WRT | Audi R8 LMS Evo II           | Arnold Robin (3)                                                                                             | Maxime Robin (de) (3)                                                                                        | |
| 44  |                     | GMB Motorsport             | Honda NSX GT3                | Gustav Birch (Toutes)                                                                                        | Jens Møller (Toutes)                                                                                         | |
| 46  |                     | Ebimotors                  | Lamborghini Huracán GT3      | Emanuele Busnelli (1–4)                                                                                      | Fabio Babini (1–4)                                                                                           | |
| 51  |                     | AF Corse                   | Ferrari 488 GT3              | Marcos Vivian de la Pedrosa (1–3)                                                                            | Luke Davenport (en) (1–3)                                                                                    | Kei Cozzolino (6)                                                                                            |
| 51  | Koizumi Hiroshi (6) | AF Corse                   | Ferrari 488 GT3              | | | |
| 52  |                     | Spirit of Race             | Ferrari 488 GT3              | Hugo Delacour (3)                                                                                            | Cedric Sbirrazzuoli (3)                                                                                      | |
| 55  |                     | GMB Motorsport             | Honda NSX GT3                | Kasper H. Jensen (Toutes)                                                                                    | Kristian Poulsen (Toutes)                                                                                    | |
| 56  |                     | Ebimotors                  | Lamborghini Huracán GT3      | Max Busnelli (en) (3)                                                                                        | Paolo Venerosi (3)                                                                                           | |
| 61  |                     | AF Corse                   | Ferrari 488 GT3              | Gino Forgione (1–5)                                                                                          | Andrea Montermini (1–5)                                                                                      | |
| 65  |                     | Team Parker Racing         | Porsche 911 GT3 R            | Nick Jones (6)                                                                                               | Scott Malvern (en) (6)                                                                                       | |
| 74  |                     | Kessel Racing              | Ferrari 488 GT3              | Scott Andrews (de) (3)                                                                                       | Anton Dias Perera (3)                                                                                        | |
| 83  |                     | Racetivity                 | Mercedes-AMG GT3 Evo         | Jean-Bernard Bouvet (3)                                                                                      | Charles-Henri Samani (3)                                                                                     | |
| 88  |                     | GMB Motorsport             | Honda NSX GT3                | Lars Engelbreckt Pedersen (Toutes)                                                                           | Mikkel O. Pedersen (1–4)                                                                                     | Jan Magnussen (5-6)                                                                                          |
| 99  |                     | Bullitt Racing             | Aston Martin Vantage AMR GT3 | Stephen Pattrick (Toutes)                                                                                    | Théo Nouet (1-2)                                                                                             | Valentin Hasse-Clot (de) (3–6)                                                                               |

## Résultats
Une écriture en Gras indique : vainqueur au classement général.
| Mc. | Mc. | Circuit     | Équipe vainqueure LMP3                 | Équipe vainqueure GT3                        | Résultats |
| Mc. | Mc. | Circuit     | Pilotes vainqueurs LMP3                | Pilotes vainqueurs GT3                       | Résultats |
| --- | --- | ----------- | -------------------------------------- | -------------------------------------------- | --------- |
| 1   | 1   | Paul Ricard | N°10 Racing Spirit of Léman            | N°55 GMB Motorsport                          | Résultats |
| 1   | 1   | Paul Ricard | Tom Dillmann Alexander Mattschull (de) | Kasper H. Jensen Kristian Poulsen            | Résultats |
| 2   | 2   | Imola       | N°69 Cool Racing                       | N°44 GMB Motorsport                          | Résultats |
| 2   | 2   | Imola       | Maurice Smith (en) Malthe Jakobsen     | Gustav Birch Jens Møller                     | Résultats |
| 3   | C1  | Le Mans     | N°10 Racing Spirit of Léman            | N°46 Ebimotors                               | Résultats |
| 3   | C1  | Le Mans     | Tom Dillmann Alexander Mattschull (de) | Emanuele Busnelli Fabio Babini               | Résultats |
| 3   | C2  | Le Mans     | N°25 Cool Racing                       | N°55 GMB Motorsport                          | Résultats |
| 3   | C2  | Le Mans     | Mike Benham Duncan Tappy               | Kasper H. Jensen Kristian Poulsen            | Résultats |
| 4   | 4   | Hungaroring | N°10 Racing Spirit of Léman            | N°88 GMB Motorsport                          | Résultats |
| 4   | 4   | Hungaroring | Tom Dillmann Alexander Mattschull (de) | Lars Engelbreckt Pedersen Mikkel O. Pedersen | Résultats |
| 5   | 5   | Spa         | N°40 Graff Racing                      | N°44 GMB Motorsport                          | Résultats |
| 5   | 5   | Spa         | Luis Sanjuan David Droux (de)          | Gustav Birch Jens Møller                     | Résultats |
| 6   | 6   | Algarve     | N°76 Reiter Engineering                | N°51 AF Corse                                | Résultats |
| 6   | 6   | Algarve     | Freddie Hunt Mads Siljehaug            | Kei Cozzolino Koizumi Hiroshi                | Résultats |

## Classement

### Attribution des points
| Position | 1er | 2e | 3e | 4e | 5e | 6e | 7e | 8e | 9e | 10e | Au-delà | Pole position |
| -------- | --- | -- | -- | -- | -- | -- | -- | -- | -- | --- | ------- | ------------- |
| Points   | 25  | 18 | 15 | 12 | 10 | 8  | 6  | 4  | 2  | 1   | 0.5     | 1             |
| Le Mans  | 15  | 9  | 7  | 6  | 5  | 4  | 3  | 2  | 1  | 0.5 | 0.5     | 1             |

### Championnat des pilotes
Seules les 10 premières places sont affichées ici (18 pilotes), au total 55 pilotes ont été classés.